# Geografia de Canelones
Canelones (en castellà i oficialment Departamento de Canelones) és un dels dinou departaments de l'Uruguai. Es troba a l'extrem meridional del país i limita al sud amb Montevideo, a l'est amb Maldonado, al nord-est amb Lavalleja, al nord amb Florida, i a l'oest amb San José.
És el segon departament més petit de l'estat, després de Montevideo, però també ocupa la segona posició quant a nombre d'habitants.

## Topografia i hidrografia

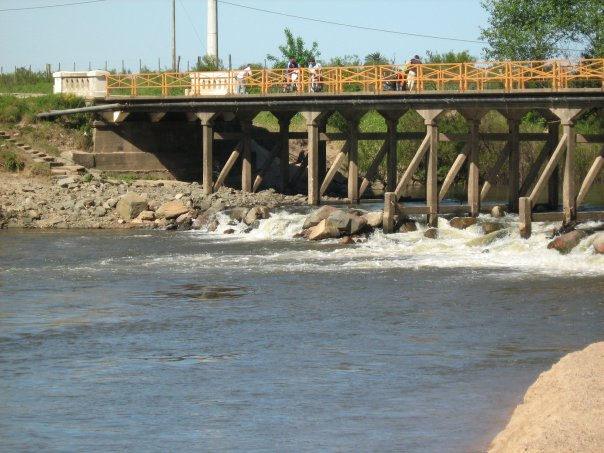
Riu Santa Lucía, a San Ramón.

Canelones, com a bona part de l'Uruguai, es caracteritza per les terres planes, sense grans relleus, i per un sol estable, amb petites dunes de sorra al sud, sobre la costa, i amb prats i boscos al centre, nord i oest.
El departament és ric en cursos fluvials, amb molts rius i rierols. No obstant això, hi ha dos rius que destaquen per la seva importància: el Santa Lucía i el Riu de la Plata, el qual en realitat és un mar d'aigua salada. El Riu de la Plata forma part del límit meridional de Canelones. Tots els balnearis i les seves corresponents platges es troben sobre la costa riuplatenca.
El riu Santa Lucía, en tant, forma el seu límit nord amb Florida, del qual està separat pel pont conegut com a Paso Pache.

## Clima
Ubicat en una zona temperada i humida, la temperatura mitjana és baixa amb relació a la de la resta del país (15 °C), així com el nivell de precipitacions (fins a 2.000 mm anuals).

## Regions
Tot i ser un departament petit, amb una superfície lleugerament inferior en comparació a la de les Illes Balears, Canelones té una població de més de 500.000 habitants i una de les densitats més altes del país pel que fa a nombre de persones per quilòmetre quadrat, amb 107.
El departament se subdivideix aproximadament en 20 seccions. Dins d'aquestes, hi ha centres poblats importants, alguns dels quals tenen la categoria de municipi, altres simplement formen part de ciutats recentment formades per decret, i tot i així també n'hi ha que no assoleixen la categoria de poble i, per tant, són sovint considerats simplement entitats de població i no tenen alcalde ni govern propi, romanent sota la jurisdicció directa de la Intendència Municipal de Canelones (en castellà, Intendencia Municipal de Canelones o Comuna Canaria), amb seu a la capital departamental, la ciutat del mateix nom.
Alguns dels centres poblats i urbans més importants s'esmenten a continuació.

### Canelones
Amb una població de 20.000 habitants, Canelones és la capital del departament. Es troba 45 km al nord de Montevideo, per la ruta nacional 5.
Villa Guadalupe, nom original de Canelones, va començar a prendre forma definitiva amb l'arribada d'immigrants canaris i gallecs el 1774.
La seva creació formal es va produir el 1783, quan ja tenia 70 cases, capella, casa capitular i presó. La proximitat amb Montevideo, centre geopolític de la Banda Oriental, va convertir Guadalupe en escenari històric.

### Ciudad de la Costa

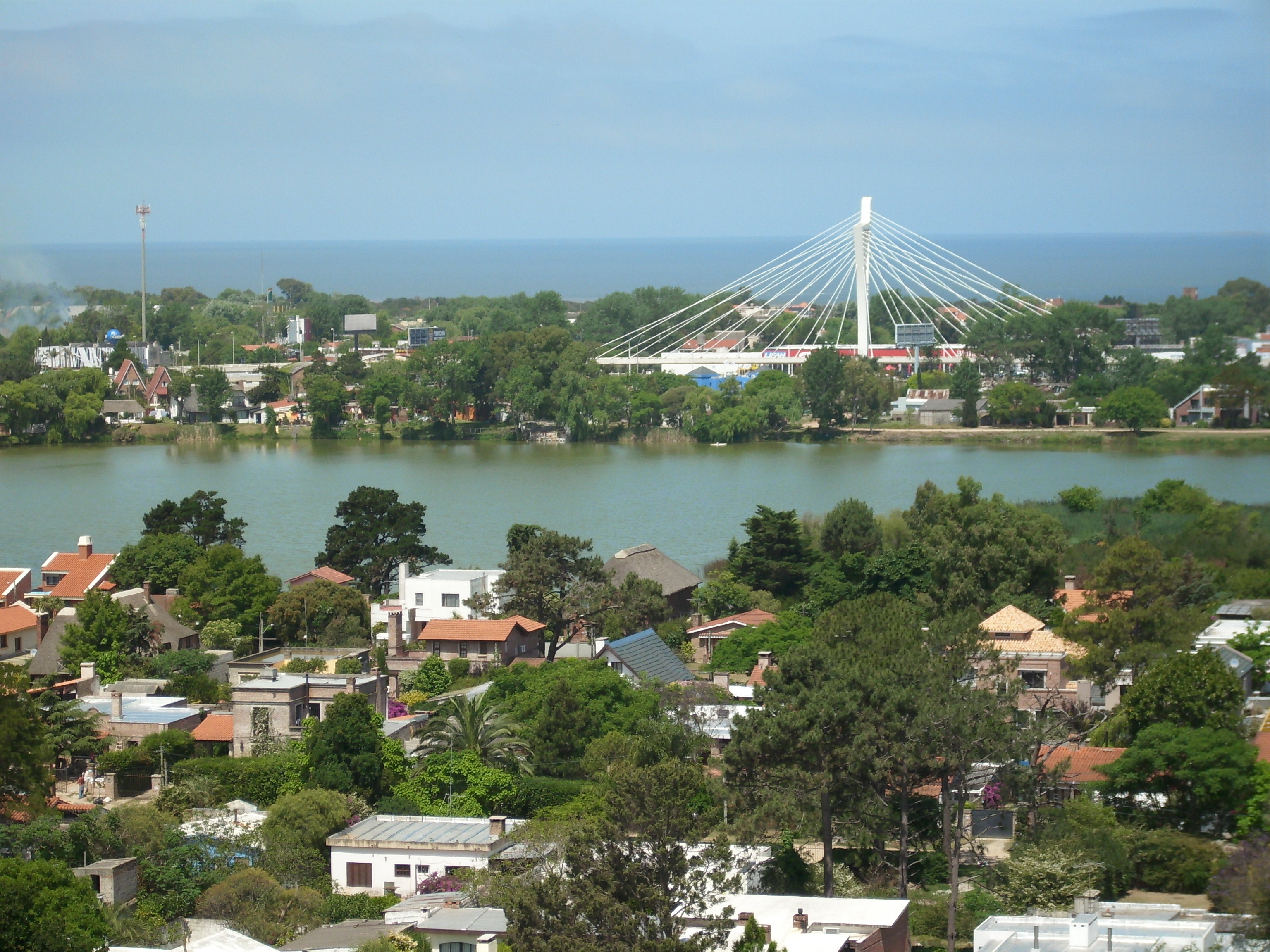
Pont de les Amèriques, Ciudad de la Costa.

Es troba al sud del departament. Va ser declarada ciutat el 1994, formada per molts municipis que fins a la data restaven com a balnearis independents. La Ciudad de la Costa té platges sobre el litoral sud i limita a l'est amb la Costa de Oro. Cap al nord-oest es troba l'Aeroport Internacional de Carrasco.
D'acord amb les dades del cens del 2004, tenia una població de 83.888 habitants. Si es considera la zona suburbana, s'arriba als 121.000 habitants.

### Costa de Oro

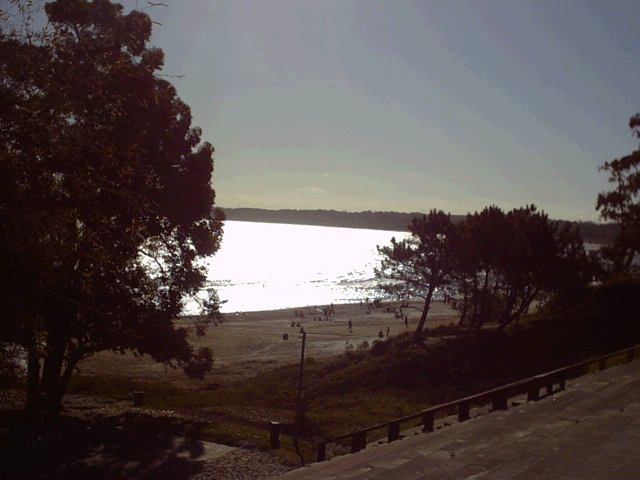
Atlántida, a la Costa de Oro, és el principal balneari de Canelones.

La Costa de Oro és un conjunt de balnearis del sud de Canelones, els quals s'estenen des de la Ciudad de la Costa, a l'oest, fins al departament de Maldonado, a l'extrem oriental. Està formada per aproximadament trenta balnearis, alguns dels quals tenen la categoria de municipi.
És, al costat de la Ciudad de la Costa, la principal destinació turística del departament.

### Las Piedras
Amb uns 77.000 habitants, és la segona localitat de la seva jurisdicció administrativa, després de la Ciudad de la Costa.
És un centre amb una intensa activitat industrial, comercial, de fires i esdeveniments populars. Fundada el 1744, és una de les ciutats més antigues del departament i del país. Té importància històrica per la batalla de Las Piedras, durant l'època colonial.

### Pando
Ubicada al sud de Canelones, sobre la ruta nacional 8. Representa un important centre comercial i industrial a la zona est del departament. Té una població de 30.134 habitants, però la seva àrea d'influència assoleix els 70.000 habitants.